# Campionati nordici di lotta 1986
I campionati nordici di lotta 1986 si sono svolti a Varberg, in Svezia. 

## Podi

### Lotta greco-romana
| Evento        | Oro                 | Argento          | Bronzo           |
| Fino a 48 kg  | Lars Rønningen      | Petteri Meskanen | Patrik Magnusson |
| Fino a 52 kg  | Reijo Haaparanta    | Kent Andersso    | Per Nielsen      |
| Fino a 57 kg  | Pierre Dikanda      | Keijo Pehkonen   | Ole Jacobsen     |
| Fino a 63 kg  | Kent-Olle Johansson | Mika Lehto       | Danny Mankowitz  |
| Fino a 68 kg  | Sonny Davidsson     | Tapio Sipilä     | Geir Ulf Barth   |
| Fino a 74 kg  | Roger Tallroth      | Jouko Salomäki   | Morten Saetre    |
| Fino a 82 kg  | Magnus Fredriksson  | Jari Salomäki    | Stig Kleven      |
| Fino a 90 kg  | Jarmo Övermark      | Klaus Mysen      | Ari Markola      |
| Fino a 100 kg | Christer Gulldén    | Keijo Manni      | Sten Rune Hunn   |
| Oltre 100 kg  | Tomas Johansson     | Niels Steffensen | Pentti Maekaelae |